# Willian Lima
Pour les articles homonymes, voir Lima.
Willian de Sousa e Lima (né le 31 janvier 2000 à Mogi das Cruzes) est un judoka brésilien.
Il est médaillé d'argent aux Jeux olympiques d'été de 2024 dans la catégorie moins de 66 kg.

## Palmarès

### Compétitions internationales
| Année | Compétition                | Lieu           | Résultat | Catégorie         |
| ----- | -------------------------- | -------------- | -------- | ----------------- |
| 2019  | Universiade d'été          | Naples         | 3e       | Moins de 66 kg    |
| 2021  | Championnats panaméricains | Guadalajara    | 1er      | Moins de 66 kg    |
| 2022  | Championnats panaméricains | Lima           | 3e       | Moins de 66 kg    |
| 2022  | Championnats panaméricains | Lima           | 1er      | Par équipes mixte |
| 2023  | Championnats panaméricains | Calgary        | 3e       | Moins de 66 kg    |
| 2023  | Jeux panaméricains         | Santiago       | 3e       | Moins de 66 kg    |
| 2023  | Jeux panaméricains         | Santiago       | 2e       | Par équipes mixte |
| 2024  | Championnats panaméricains | Rio de Janeiro | 1er      | Moins de 66 kg    |
| 2024  | Jeux olympiques            | Paris          | 2e       | Moins de 66 kg    |
| 2024  | Jeux olympiques            | Paris          | 3e       | Par équipes mixte |